# Mafija: Igra na vyzjivanije
Mafija: Igra na vyzjivanije (russisk: Мафия: Игра на выживание) er en russisk spillefilm fra 2016 af Sarik Andreasjan.

## Medvirkende
- Viktor Verzhbitskij
- Veniamin Smekhov som Luka Sergejevitj
- Jurij Tjursin som Konstantin
- Vjatjeslav Razbegajev som Vladimir
- Andrej Tjadov som Ilja